# لانغنتسن
لانغتسن (بالألمانية: Langenzenn) هي مدينة و بلدة ألمانية تقع في ألمانيا في فورت. يقدر عدد سكانها بـ 10,601 نسمة .